# Lady Oscar (film)
Pour les articles homonymes, voir Lady Oscar.
Pour plus de détails, voir Fiche technique et Distribution.
Lady Oscar est un  film franco-japonais réalisé en 1978 par Jacques Demy, et sorti en salles en 1979. La bande-son est de Michel Legrand, qui collabore régulièrement avec Demy.
C'est l'adaptation au cinéma du manga à succès La Rose de Versailles publié à partir de 1972.

## Synopsis
Lady Oscar naît en 1755, la même année que l'archiduchesse Marie-Antoinette d'Autriche, future reine de France. Elle est la sixième et dernière fille du général de Jarjayes, qui désirait plus que tout au monde avoir un fils. La mère étant morte en la mettant au monde, le général décide d'en faire un garçon : il la prénomme Oscar François, lui donne des vêtements masculins, lui apprend le maniement des armes et lui adjoint un compagnon de jeu de son âge, le fils de sa nourrice, prénommé André.
Les années d'enfance passent dans l'insouciance, jusqu'à ce jour de 1775 où le général annonce à chacun des deux jeunes gens sa destinée selon son rang : Oscar, jeune aristocrate, est nommée officier dans la garde personnelle de la reine Marie-Antoinette, André, simple roturier, sera garçon d'écurie aux étables royales.
Oscar passe pour un homme aux yeux de la cour, mais pas pour André qui en est amoureux depuis toujours. Oscar va cependant peu à peu se révéler à elle-même en tant que femme le jour où elle est troublée par Axel de Fersen, l'ami de la reine. Sensibilisée peu à peu à la misère du peuple de Paris, elle est contrainte, poussée par les évènements de la Révolution française, à choisir son camp : elle finit par tourner le dos aux valeurs du passé, de l'ordre ancien et du monde de l'aristocratie auquel elle appartient. Elle se rebelle contre son père, embrasse les idéaux de liberté et d'égalité enseignés par André, dont elle finit par tomber amoureuse. Malheureusement, ce dernier est tué par balle au moment de la prise de la Bastille, jour de deuil pour Oscar et d'allégresse pour le peuple de Paris.

## Fiche technique
- Titre : Lady Oscar
- Titre japonais : ベルサイユのばら (Berusaiyu no bara)
- Réalisation : Jacques Demy
- Assistant réalisateur : Alain Bonnot
- Scénario : Jacques Demy et Patricia Louisianna Knop, d'après le manga de Riyoko Ikeda (池田理代子) La Rose de Versailles (ベルサイユのばら, Berusaiyu no bara")
- Photographie : Jean Penzer
- Son : Anthony Jackson
- Musique : Michel Legrand
- Décors : Bernard Evein
- Costumes : Jacqueline Moreau
- Maquillage : Alexandre Marcus et Éliane Marcus
- Chorégraphie : René Goliard
- Casting : Rose Tobias Shaw, Anita Benoist
- Caméraman : Charles Henry Montel
- Montage : Paul Davies
- Pays d'origine :  Japon,  France
- Langue : anglais
- Lieu tournage : château de Versailles, château de Jossigny en Seine-et-Marne et Senlis dans l'Oise
- Format : Couleur (Eastmancolor), 2.35:1 (Cinémascope), son monophonique, 35 mm
- Genre : Film historique
- Durée : 117 minutes
- Dates de sortie : 
  - Japon : 3 mars 1979
  - France : 26 avril 1980 (Festival) / 19 février 1997 (sortie générale)

## Distribution
- Catriona MacColl : Oscar François de Jarjayes
- Barry Stokes : André Grandier
- Christine Böhm : Marie-Antoinette
- Jonas Bergström : Axel de Fersen
- Terence Budd : Louis XVI
- Constance Chapman : nourrice
- Gregory Floy : cardinal Louis de Rohan
- Anouska Hempel : Jeanne de la Motte
- Mark Kingston : général de Jarjayes
- Sue Lloyd : comtesse de Polignac
- Shelagh McLeod : Rosalie de Valois
- Michael Osborne : Bernard Chatelet
- Martin Potter : comte de Giraudet
- Paul Spurrier (en) : dauphin Louis-Joseph
- Andrew Bagley : André enfant
- Cadine Constan : Mme de Valois
- Rosemary Dunham : marquise de Boulainvilliers
- Christopher Ellison : Maximilien de Robespierre
- Patsy Kensit : Oscar enfant
- Mike Marshall : Nicolas de La Motte
- Jacques Maury : baron de Breteuil
- Michael Petrovitch : Charles Alexandre de Calonne
- Daniel/Dane Porret : Léonard
- Georges Wilson : général de Bouillé
- Patrick Allan
- Nicolas Amer : M. de Chantilly
- Jean Boissery : soldat pamphlet
- Armelle Bonnot : suivante
- François Brincourt
- Michèle Cahier : couturière
- Geoffrey Carey : invité au bal noir
- Lyne Chardonnet : invitée au bal noir
- Thérèse Crémieux
- Huguette Faget : dame de la cour
- Corinne Fischer : couturière
- Patrick Floersheim : adversaire du duel avec Oscar dans une taverne
- Alain David Gabison : accoucheur
- Steve Gadler : soldat insolent
- Gary Granville
- Vincent Grass : soldat insolent
- Consuelo de Haviland : partenaire d'Oscar au bal noir
- Jeffrey Kime : importun au bal royal
- Caroline Loeb
- Claire Maubert
- Timothy Morand : ivrogne
- Mario Pecqueur
- Olivier Pierre
- John Charles Sabain
- James Shuman
- Angela Thorne : Rose Bertin
- John Tordoff
- Denis Trinder
- Dominique Varda : Élisabeth Vigée Le Brun
- Monique Vermeer
- Robin Whitecross : couturière
- Lambert Wilson : soldat insolent
- Sylvia Zerbib : couturière
- André Cagnard : cascades
- Agnès Evein : bergère à Trianon

## Analyse du film
Le film a comme trame de fond les dernières années du règne de Louis XVI, période au cours de laquelle la reine Marie-Antoinette, qu'Oscar protège sans jamais la juger, passe des marches du trône à celles de l'échafaud. Des événements historiques sont relatés, comme l'affaire du collier de la reine, d'autres sont plus romancés
Il ne faut cependant pas chercher en Lady Oscar une vérité historique. Certains personnages ont existé, d'autres, comme Oscar et André, sont fictifs. Des événements sont réels, d'autres sont librement adaptés. Il faut plus voir une double quête de vérité du personnage d'Oscar, qui rompt peu à peu avec son éducation. Cette quête est d'ordre sexuel et sentimental d'un côté et social de l'autre.
Sur le plan sexuel, elle a, en raison de la volonté de son père d'en faire un homme, un problème d'identité. Sorte de chevalier d'Éon, elle est vêtue en homme, passe pour tel auprès d'une partie de la cour et mène une carrière militaire. Une première fêlure apparaît lorsqu'elle ressent un émoi pour le comte de Fersen. Elle va progresser dans cette voie, jusqu'à porter une robe pour se rendre au bal de la cour et danser avec celui qu'elle aime en secret. Puis, au fil des événements, elle va s'assumer pleinement en tant que femme et tomber ouvertement amoureuse d'André, son ami de toujours.
Sur le plan social, les valeurs enseignées par son père sont peu à peu mises à mal, et elle hésite entre loyauté et rébellion. Cela commence lorsqu'elle découvre, à l'occasion d'un accident, la misère du peuple de Paris. Elle prend alors la défense des miséreux en se battant en duel contre un autre aristocrate proférant à leur encontre un discours de haine. Elle reste cependant loyale aux valeurs de l'aristocratie : juste après le duel, elle rencontre Robespierre dans une taverne et découvre avec surprise la radicalisation de sa position politique et son raidissement face au pouvoir royal. Elle se bat dans la foulée avec un homme qui critique le pouvoir et l'obéissance aveugle des militaires. Dans un même temps, elle tient d'une certaine manière tête à son père en mettant de la mauvaise grâce à épouser celui qu'il lui destine, le riche et ambigu comte de Girodet. Elle finit par se disqualifier de manière irréversible le jour où elle désobéit à un ordre, en refusant de faire feu sur le peuple lors d'une émeute. Reniée par son père, pour qui le nom des Jarjayes a été déshonoré, elle se rebelle en le giflant et se battant contre lui. Elle doit quitter pour toujours en larmes le château de son enfance, et finit par participer à la prise de la Bastille, assumant pleinement ses nouveaux idéaux de liberté et d'égalité.
Le personnage de la bienveillante nourrice décrypte ces deux évolutions à travers ses commentaires. Le jour où Oscar essaie sa robe avant de se rendre au bal, elle dit à André qu'elle est en train de se trouver. Le jour où Oscar doit quitter à jamais le château, elle y voit un motif de se réjouir de l'arrivée d'une ère nouvelle.

## Réalisation
Ce film japonais a été réalisé par un Français avec des acteurs majoritairement britanniques. Il présente d'autres particularités.
Il est d'abord un film de commande passé à Jacques Demy, ce qui est un fait rare pour le réalisateur. La commande provient d'un producteur japonais, Mataichiro Yamamoto, détenteur des droits d'un manga à succès, La Rose de Versailles.
Une autre particularité est que ce manga est l'œuvre d'une femme, Riyoko Ikeda, le domaine étant, à cette époque, plus traditionnellement réservé aux hommes.
Enfin, une grande partie du film est tournée au château de Versailles, qui ouvre pour la première fois depuis le film de Sacha Guitry, Si Versailles m'était conté..., ses portes à la réalisation d'un film. On peut même y voir une scène tournée au petit théâtre de Marie-Antoinette, longtemps resté fermé à la visite.
Le producteur choisit ce réalisateur français car il est habitué à tourner en anglais mais aussi pour faciliter l'accès aux monuments historiques, sans quoi le film aurait été réalisé en studio en Angleterre. La scène de la prise de la Bastille est quant à elle tournée à Senlis. Pour cela une fausse Bastille y a été construite tout près de l'Église Saint-Pierre de Senlis.
Le film rencontre un beau succès au Japon, il est également vendu à une chaîne payante aux États-Unis, en Espagne et dans quelques autres pays. En France, les distributeurs ne l'achètent pas, les prétentions des Japonais étant trop élevées. Jacques Demy lui-même, insatisfait du film et des exigences des Japonais, ne souhaitait pas que le film sorte en France de son vivant. Il ne sera distribué que vingt ans après sa réalisation, Jacques Demy étant décédé, le public français connaissait alors déjà Lady Oscar par la série télévisée d'animation, bien qu'elle ne fut mise en chantier qu'après la réalisation du film. Pour cette raison, la version originale de ce film est en anglais, et bien que coproduction franco-japonaise, il n'existe pas de version doublée en français.

## Éditions en vidéo
Le film a été édité en DVD par Yamato vidéo. Il figure également dans l'intégrale Jacques Demy en douze DVD et un CD audio éditée par Arte Vidéo en 2008.